# Auxiliary Territorial Service
Pour les articles homonymes, voir ATS.

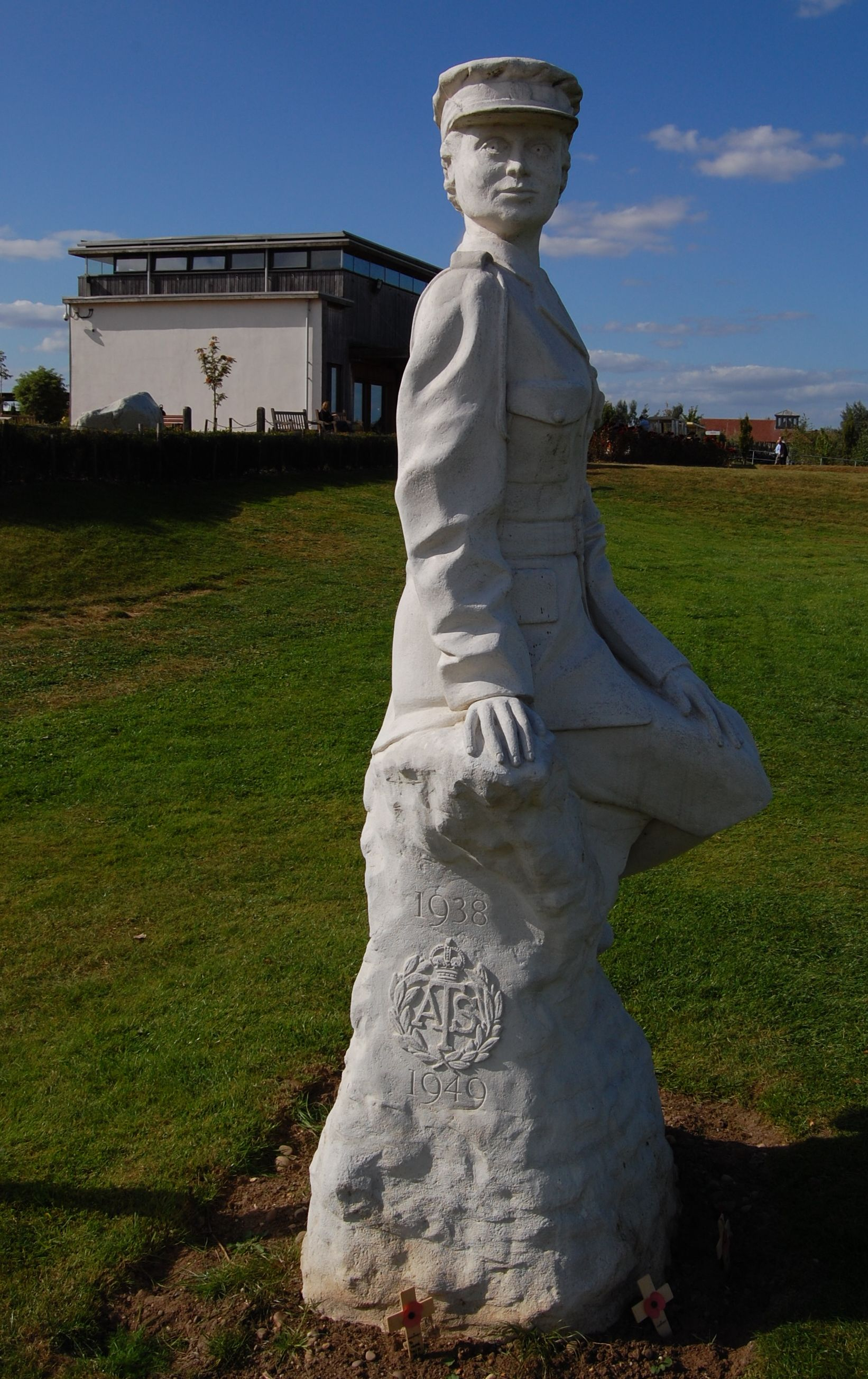
Un mémorial de l'ATS au National Memorial Arboretum.

L'Auxiliary Territorial Service (ATS) est la branche féminine de la British Army au cours de la Seconde Guerre mondiale. Elle est formée le 9 septembre 1938, originellement comme un service de femmes volontaires, et existe jusqu'au 1er février 1949, quand elle est fusionnée dans le Women's Royal Army Corps.

## Origine
L'ATS a pour origine le Women's Auxiliary Army Corps (WAAC), qui s'était formé en 1917 comme un service volontaire. Pendant la Première Guerre mondiale ses membres ont exercé différents métiers comme commis, cuisinières, standardistes et serveuses. Le WAAC a été dissous en 1921, quatre ans seulement après sa création.
Avant la Seconde Guerre mondiale, le gouvernement a décidé de créer un nouveau service pour les femmes, et un conseil consultatif, qui incluait les membres de la Territorial Army (TA), le Women's Transport Service et la Women's Legion, a été mis en place. Le conseil a décidé que l'ATS serait rattaché à la Territorial Army et que les femmes du service toucheraient le tiers du salaire d'un homme.
Toutes les femmes de l'armée ont rejoint l'ATS sauf les infirmières, qui ont rejoint le Queen Alexandra's Imperial Military Nursing Service (QAIMS - Service Impérial infirmier militaire de la reine Alexandra), et les médecins et dentistes, qui ont été envoyées directement dans l'Armée et sur le front.

## L'ATS en action

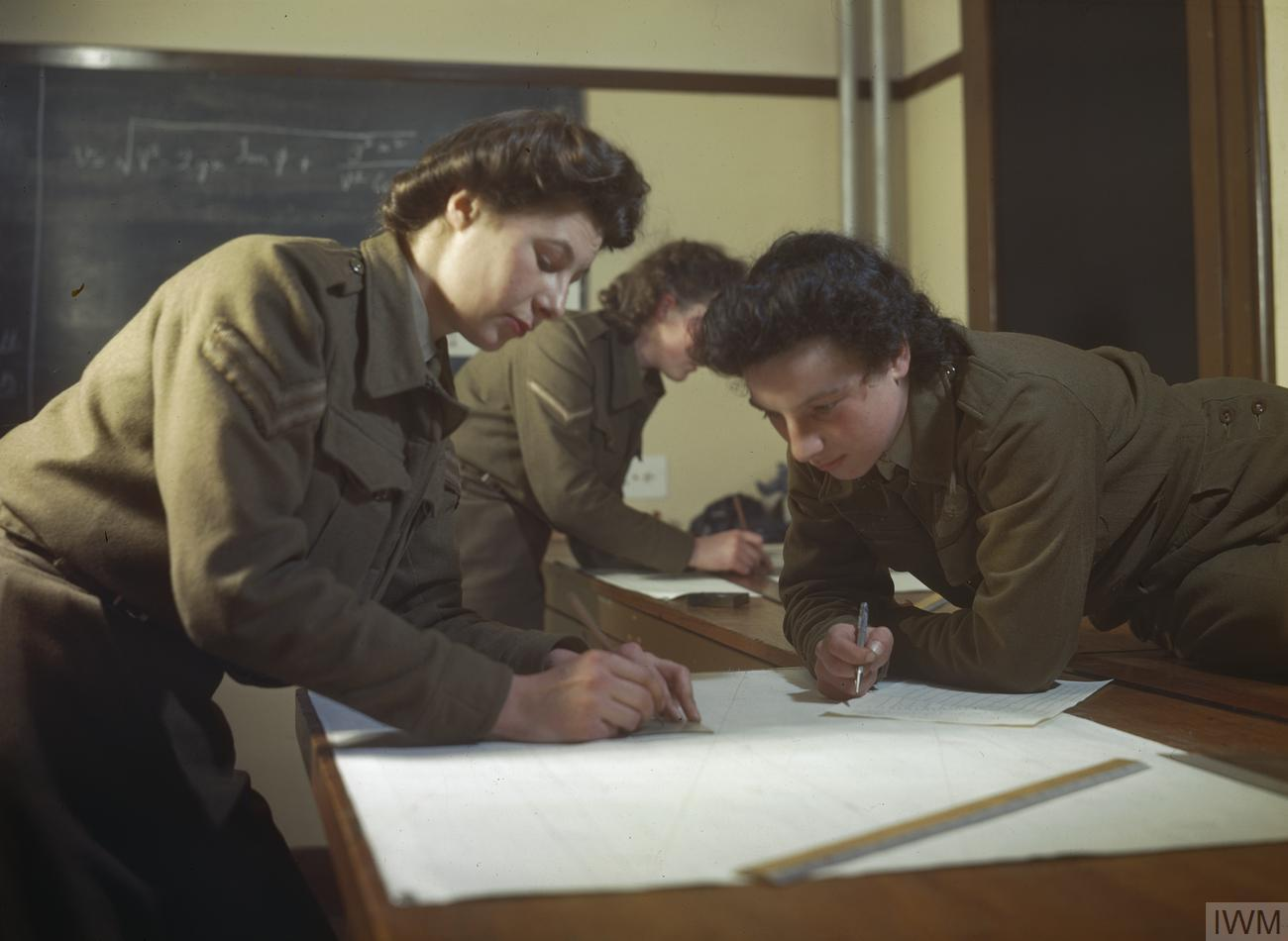
Membres de l'ATS étudiant des rapports.

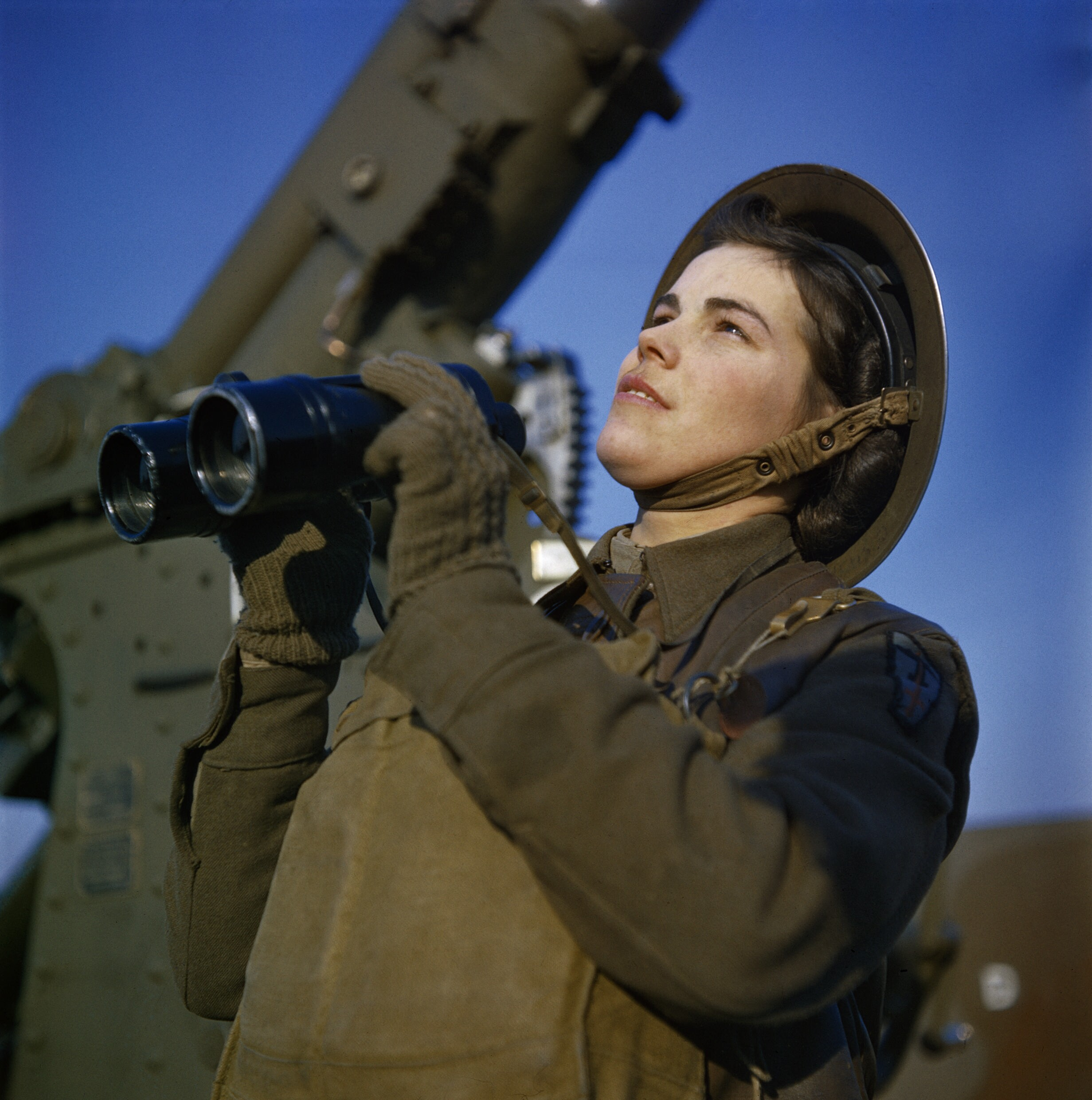
Une femme de l'Auxiliary Territorial Service dans lutte antiaérienne. Décembre 1942.

Les premières recrues de l'ATS étaient employées comme cuisinières, commis et commerçantes. Au déclenchement de la Seconde Guerre mondiale, 300 membres de l'ATS ont été envoyées en France. En même temps que l'armée allemande progressait en France, le British Expeditionary Force été repoussé dans la Manche. Ceci a conduit au retrait des troupes de la bataille de Dunkerque en mai 1940, et plusieurs standardistes de l'ATS comptaient parmi les derniers britanniques à quitter le pays.
Comme de plus en plus d'hommes rejoignaient le front, il a été décidé d'augmenter la taille de l'ATS, qui atteint même les 65 000 membres en septembre 1941. Seules les femmes qui avaient entre 17 et 43 ans étaient autorisées à entrer dans l'ATS, mais les règles ont été assouplies pour autoriser les vétérans du WAAC à rejoindre le service jusqu'à l'âge de 50 ans. Les devoirs des membres ont aussi été élargis vers les professions de conductrices, postières et inspectrices des munitions.

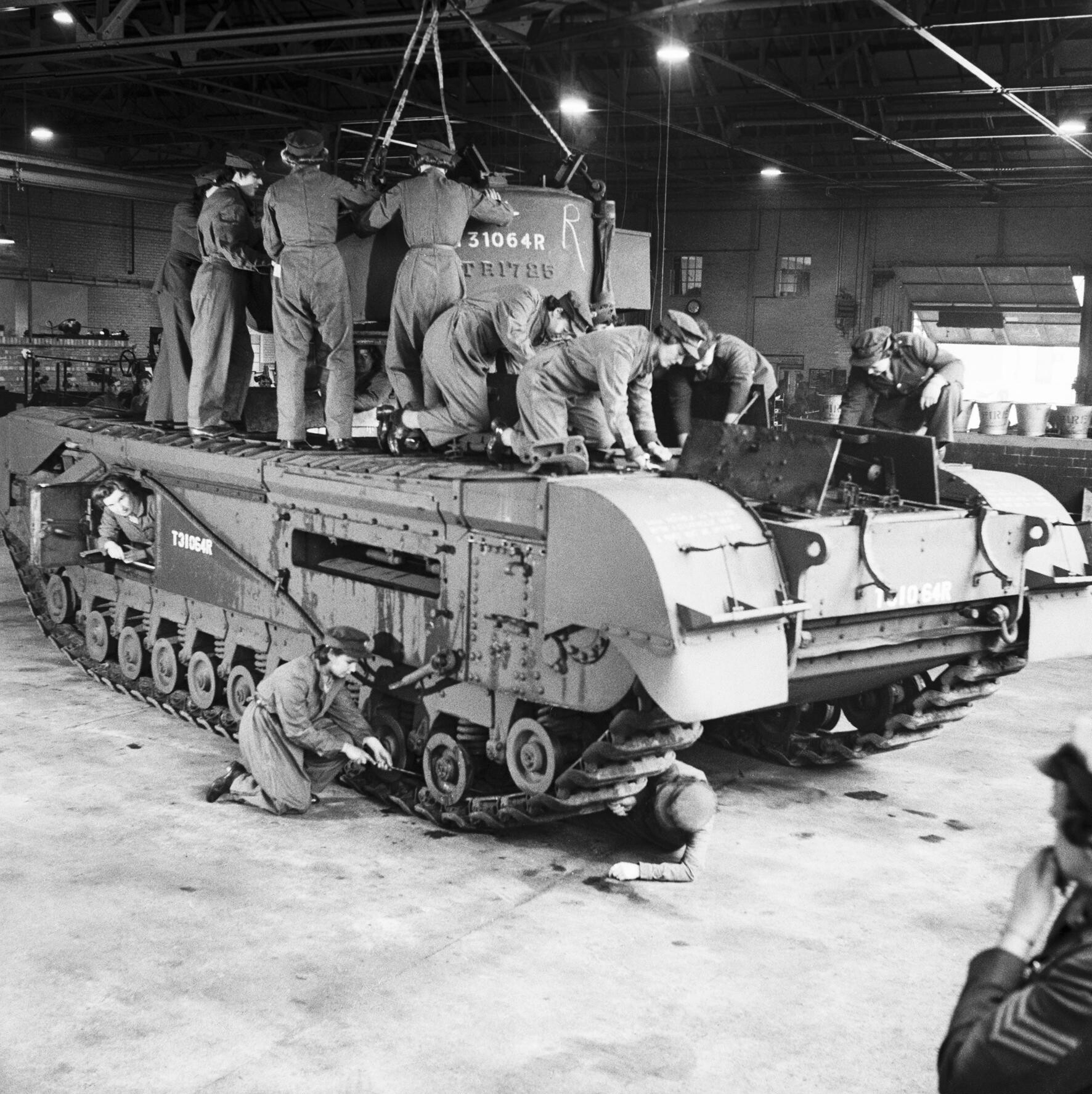
Femmes de l'Auxiliary Territorial Service travaillant sur un char Churchill dans un dépôt du Royal Army Ordnance Corps (10 octobre 1942).

## Loi sur le Service national:National Service Act

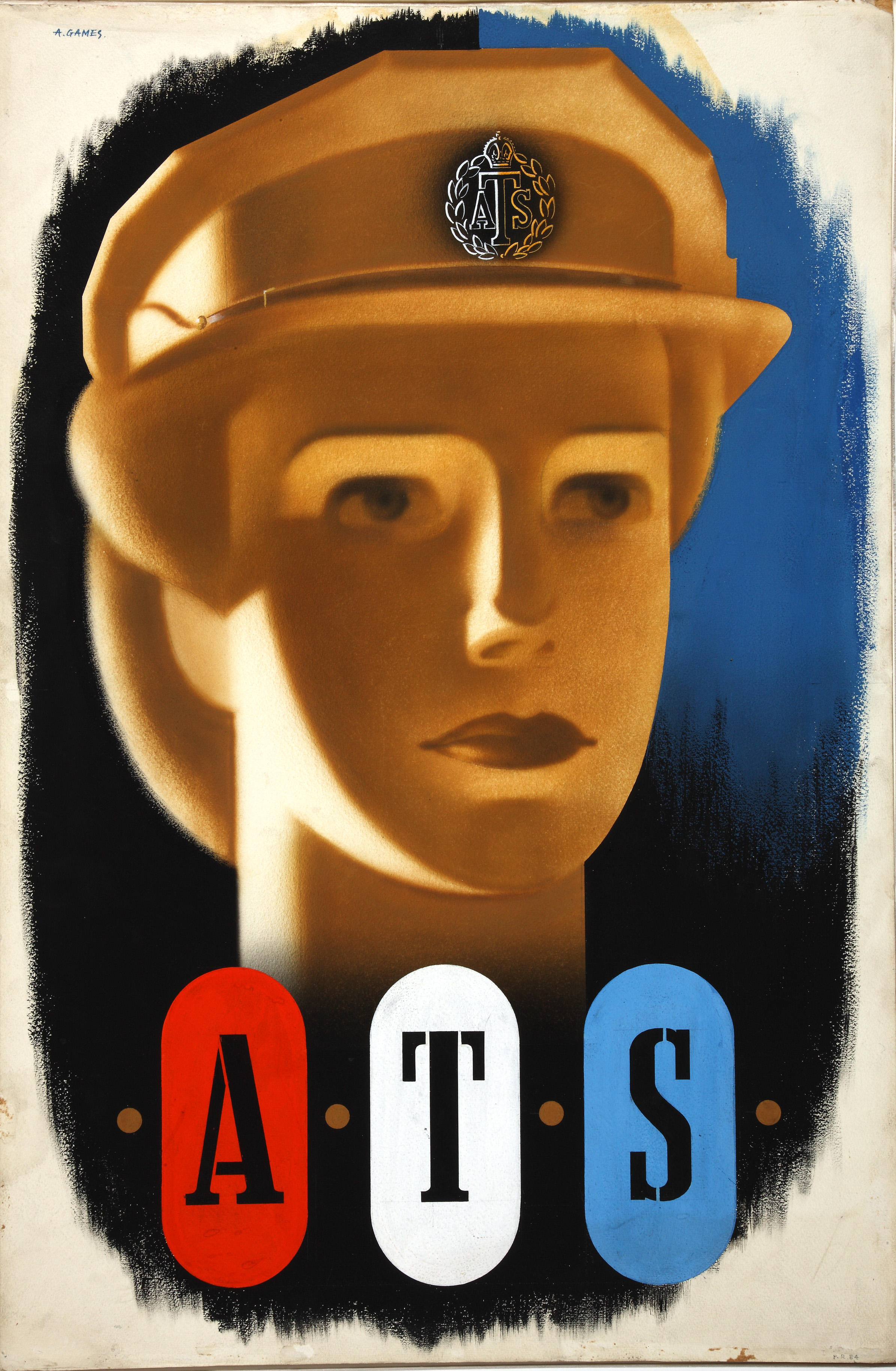
Une affiche de recrutement.

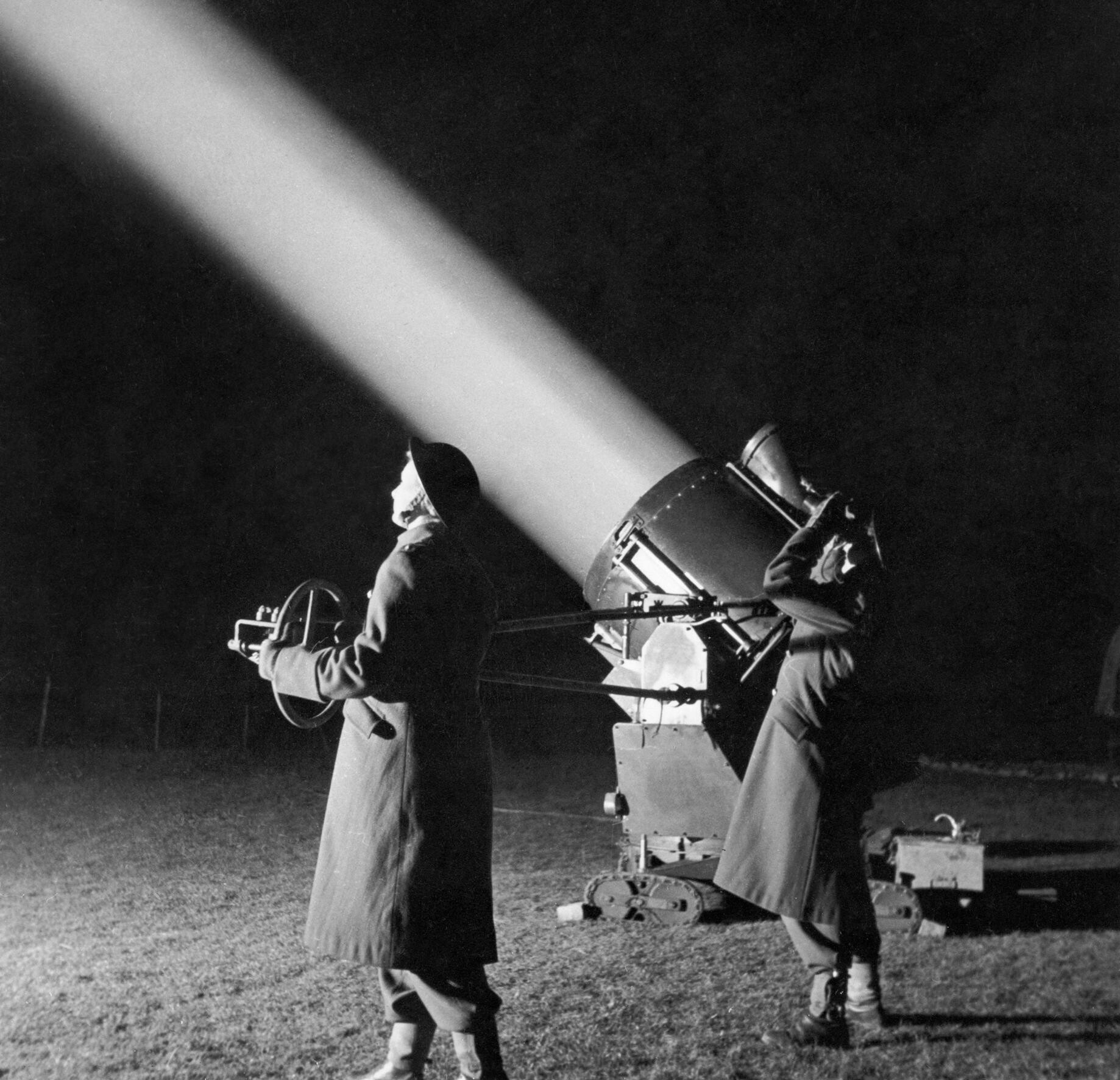
Deux membres de l'unité de projecteur.

En décembre 1941, le Parlement a voté la Loi sur le Service national (National Service Act), qui incitait les femmes célibataires âgées de vingt à trente ans à rejoindre l'un des services auxiliaires. Ceux-ci regroupaient l'ATS, le Women's Royal Naval Service (WRNS), le Women's Auxiliary Air Force  (WAAF) et le Women's Transport Service (WTS). Les femmes mariées ont aussi été appelées plus tard, seules les femmes enceintes ou avec des jeunes enfants étaient exemptées.
D'autres dispositions de la loi incluaient de rejoindre le Women's Voluntary Service (WVS), qui complétait les services d'urgence à domicile, ou la Women's Land Army, qui aidait dans les fermes.
Il y avait également des dispositions prises dans la loi pour les objections contre les services pour des raisons morales, car environ un tiers des objecteurs de conscience étaient des femmes. De nombreuses femmes ont été poursuivies à la suite de la loi, certaines ont même été emprisonnées. En dépit de cela, en 1943 environ 9 femmes sur 10 ont été actives dans l'effort de guerre.
Les femmes se sont vues interdites de batailles, mais en raison du manque d'hommes, des membres de l'ATS, ainsi que d'autres femmes des services bénévoles, ont repris de nombreuses tâches de soutien, tels que les opérateurs de radar, faisant partie des équipages de lutte antiaérienne et de police militaire. Cependant, ces rôles n'étaient pas sans risques, et il y a eu, d'après l'Imperial War Museum, 717 victimes durant la Guerre. L'une des victimes enregistrées était Ivy Berwick, qui est morte en devoir le 30 avril 1942, seulement âgée de 25 ans. Elle a été enterrée au Hamilton Road Cemetery à Deal, et sa tombe est encore maintenue par la Commonwealth War Graves Commission. 
Le jour de la victoire et avant la démobilisation, il y avait plus de 190 000 membres dans le Women's Auxiliary Territorial Service.
Les membres célèbres de l'ATS incluaient Mary Churchill, la plus jeune fille de Winston Churchill alors Premier ministre, et la princesse Elizabeth (future Élisabeth II), fille aînée du roi George VI, qui s'est formée comme conductrice d'ambulances.

## L'après-guerre
Après l'arrêt des hostilités les femmes ont continué de servir dans l'ATS, ainsi que dans le WRNS et la WAAF. Il a été remplacé par le Women's Royal Army Corps (en) (WRAC), qui a été formé le 1er février 1949 sous l'ordre de l'armée 6.

## Grades
Initialement les grades étaient complètement différents de ceux de l'armée, mais utilisaient les mêmes insignes excepté la couronne qui a été remplacée par une couronne de lauriers. Les membres étaient censées saluer leurs officiers supérieurs, mais pas les officiers d'autres organisations, cependant il était d'usage de le faire.
Le 9 mai 1941, la structure des grades de l'ATS a été réorganisée, et à compter de juillet 1941 l'ATS a reçu un statut militaire à part entière et les membres n'étaient plus bénévoles. Les autres grades sont maintenant quasiment identiques à ceux de l'armée, mais les officiers continuaient à avoir un système de grade séparé, qui a été quelque peu modifié. Tous les uniformes et les insignes de grade sont restés les mêmes. Les membres doivent maintenant saluer tous les officiers supérieurs.
Les seules détentrices du grade de Contrôleur en chef ont été les trois premières directrices, promues à ce grade lors de leurs nominations, et la princesse Mary, sœur du roi, qui a porté ce titre depuis 1939 et a été nommée comme Contrôleur-Commandante honoraire de l'ATS en août 1941.
Quand les autres grades étaient assignés aux unités mixtes de commande anti-aérienne débutées en 1941, ils étaient accordés avec les versions de la Royal Artillery : artilleur, bombardier-lanceur et bombardier.
| Grades de l'ATS avant juin 1941 | Grades de l'ATS après juin 1941     | Grades de la British Army après 1938       |
| ------------------------------- | ----------------------------------- | ------------------------------------------ |
| Volunteer                       | Private / Gunner *                  | Private / Gunner **                        |
| Chief Volunteer                 | Lance-Corporal / Lance-Bombardier * | Lance-Corporal (en) / Lance-Bombardier     |
| Sub-Leader                      | Corporal / Bombardier *             | Corporal / Bombardier (en)                 |
| Section Leader                  | Sergeant                            | Sergeant                                   |
| n/a                             | n/a                                 | Staff Sergeant (en) / Colour Sergeant (en) |
| n/a                             | n/a                                 | Warrant Officer Class III ***              |
| Senior Leader                   | Warrant Officer Class II            | Warrant Officer Class II                   |
| n/a                             | Warrant Officer Class I             | Warrant Officer Class I                    |
| Company Assistant               | Second Subaltern                    | Second Lieutenant                          |
| Deputy Company Commander        | Subaltern                           | Lieutenant                                 |
| Company Commander               | Junior Commander                    | Captain                                    |
| Senior Commandant               | Senior Commander                    | Major                                      |
| Chief Commandant                | Chief Commander                     | Lieutenant-colonel                         |
| Controller                      | Controller                          | Colonel                                    |
| Senior Controller               | Senior Controller                   | Brigadier (en)                             |
| Chief Controller                | Chief Controller                    | Major général                              |
| n/a                             | n/a                                 | Lieutenant-General                         |
| n/a                             | n/a                                 | General                                    |
| n/a                             | n/a                                 | Field Marshal                              |

n/a = grade non autorisé

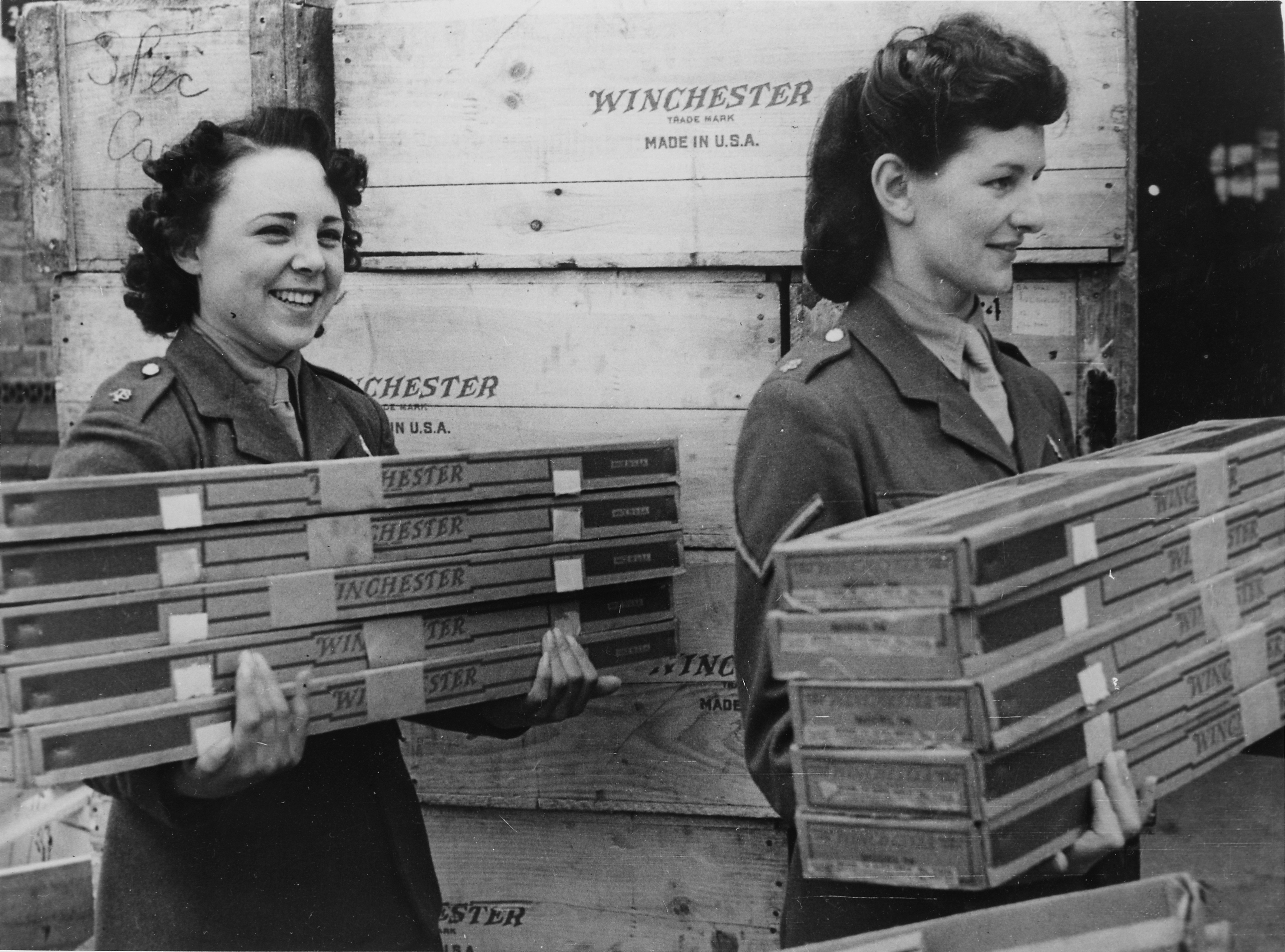
Deux membres de l'ATS déchargeant des fusils.

* utilisé quand assigné à la batterie AAC

** noms divers utilisés selon l'unité

*** pas de nouvelles nominations après 1940

## Liste des directrices de l'ATS

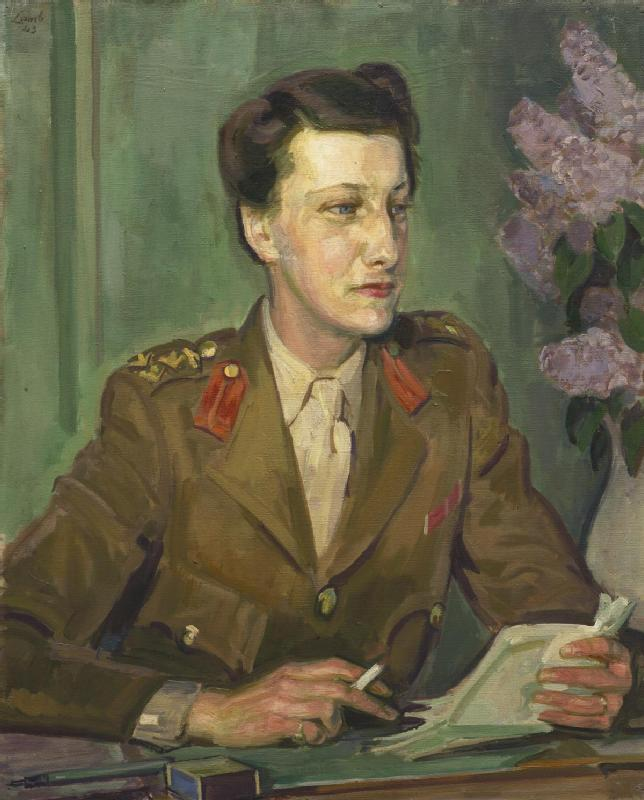
Leslie Whateley, l'une des directrices d'ATS. Peinture d'Henry Lamb.

- Contrôleur en chef Dame Helen Gwynne-Vaughan, de juillet 1939 à juillet 1941 ;
- Contrôleur en chef Jean Knox, de juillet 1941 à octobre 1943 ;
- Contrôleur en chef Dame Leslie Whateley, d'octobre 1943 à avril 1946 ;
- Contrôleur supérieure Dame Mary Tyrwhitt, d'avril 1946 à janvier 1949.

## Membres notables de l'ATS
- La princesse Élisabeth, plus tard Élisabeth II, qui atteint le grade de commandant inférieur.
- Susan Hibbert, sergent qui a dactylographié la version anglaise de la reddition allemande.
- Mary Churchill, dernière fille de Winston Churchill.